# باهرة هاريسية
باهرة هاريسية (الاسم العلمي: Agave harrisii) هو نوع من النباتات يتبع جنس الباهرة من الفصيلة الهليونية.